# 五代新一
五代 新一（ごだい しんいち、1989年7月21日 - ）は、日本の殺陣師・アクション監督・経営者である。サムライブ代表、創始者。株式会社SYDOの代表取締役。
卒業後から現在に至るまで、テレビ､映画、CM、PV、ライブ、商業舞台など、様々なメディアにて、殺陣の振付を行っている。また著名人に個人指導も行っていたりと、指導者としての依頼も多く受けている。元SAMURAI PERFORMERS synの主要メンバーとして、全国各地のイベントや企業パーティーを中心に、自身がパフォーマーとして活動をしていた経歴も持つ。

## プロフィール
- 血液型：AB型
- 生年月日：1989年7月21日

## 来歴・人物
北海道出身。東京都立青山高等学校卒業。日本大学芸術学部映画学科卒業。
2015年に「殺陣教室サムライブ」を創設。
2018年に株式会社SYDOを設立し、代表取締役に就任。

## 出演

### 映画
- 2011年 『メサイア (映画)』（監督：金子修介）

### 舞台
- 2011年 『陰陽師Light&Shadow』（演出：上島雪夫、新国立劇場中劇場）
- 2014年8月 - 10月 『MOON SAGA 義経秘伝　第二章』（主演・演出・原作・脚本・音楽：GACKT、明治座 / 新歌舞伎座 他）
- 2015年1月 『義経熱血学園物語』（主演・演出・原作・脚本：GACKT、中野サンプラザホール） - 銀狼丸 役
- 2015年11月 水木英昭プロデュース『蘇州夜曲』（演出：水木英昭、紀伊国屋サザンシアター）
- 2016年　10月　浅草公会堂　日本舞踊　『燦陽譜』
- 2017年　5月　品川区大井町 きゅりあん大ホール　バレエとのコラボレーション　『encounter～出会い～』
- 2017年　12月　全労済ホール　『牙狼〈GARO〉神ノ牙 覚醒』

### テレビ
2015年
- 3月　TBSテレビ『あさチャン!』
- 5月　NHK『NHKニュースおはよう日本』
- 5月　BS朝日『アメシブ』
- 7月　NHK『ニュース シブ5時』
- 11月 BS朝日『極上空間』
- 11月 テレビ東京『なないろ日和!』
- 11月 BS-TBS『焼肉女子会 & MORE』
- 12月 Mnet『進撃のHIGH4〜attack on HIGH4〜』

2016年
- 1月　テレビ朝日『お願い！ランキング』
- 2月　日本テレビ『ダウンタウンのガキの使いやあらへんで!!』
- 4月　TBS『ニュースバード』
- 6月　東急電鉄『TOKYU PLUS』
- 6月　TSSテレビ広島『Japan in Motion』
- 9月　テレビ朝日　テレ朝動画『女子流』
- 10月　歌謡ポップスチャンネル『演歌男子』
- 10月　abemaTV『#　SHIBUYAbema』
- 11月　MBS（毎日放送）　『KawaiiAsia』
- 11月～12月　スカパー663ch「アイドル専門チャンネルPigoo」　『あいぽんうりょっちの初めてすることばっかりかなーと思って』

2017年
- 4月　TBS　『ランク王国』～東京体験スポットおすすめ～

### CM
2017年
- 4月　シネマサンシャイン姶良

### 雑誌
- 2015年　6月 ポーズ集『刀男子』（リブレ出版） - モデル
- 2016年　11月　刀剣乱舞-ONLINE-公式イメージポーズ写真集
- 2017年　3月　声優　平川大輔『ひらづめ　2ひら目』

### ラジオ
- 2013年　ラジオつくば『ロボットナース』 - レギュラー出演
- 2015年　3月 J-WAVE『J-WAVE TOKYO MORNING RADIO』

### イベント
2015年
- 10月　麻布高等学校　特別授業　『殺陣体験』
- 10月　訪日外国人 団体旅行客殺陣体験『Toyota Future Dealer Leaders Program』主催：JTBグローバルマーケティング&トラベル

2016年
- 1月　日立労働本社支部　『剣劇教室』
- 7月　ライブ&イベント産業展　株式会社テクニコ　殺陣パフォーマー
- 7月　アミューズミュージアム『SAMURAI X LIVE～序～』
- 9月　ホテル椿山荘東京
- 9月　ELE TOKYO　『縁日WEDDING!!』
- 9月　HITACHI Data Systems　侍体験
- 10月　自由が丘　女神祭り

2017年
- 3月　UBI CUP『フォーオナー　プロ格闘ゲーマーNo.1決定戦』　オープニングパフォーマンス
- 5月　自由が丘スイーツフェスタ

### インタビュー記事
- 2017年　5月　マガジンサミット　『「ガムシャラに人と繋がった」殺陣師・五代氏に地下アイドル『恥じらいレスキューJPN』が突撃してわかったこと』

### PV
- 2017年　3月 TOKYO SAMURAI GIRLS 第一弾PV 『胎動』

## 殺陣指導・振付

### テレビ
- 2014年　4～6月　Dlife　ドラマ『東京ガードセンター』
- 2016年　2月　日本テレビ『ガキの使いやあらへんで!!』
- 2016年　12月　NHK　知恵泉
- 2017年　2月　日本テレビ『KEYABNGO！』
- 2017年　7月　CS放送ファミリー劇場「声優男子ですが…？」：声優の小林裕介さん・白井悠介さん・川村祐翔さん・山本和臣さん

### PV
- 2016年　8月　株式会社ライフフロンティア　PV
- 2017年　3月　 TOKYO SAMURAI GIRLS 第一弾PV 『胎動』

### 舞台
- 2014年　8～10月　　『MOON SAGA 義経秘伝　第二章』　主演、演出、原作、脚本、音楽：GACKT
- 2015年　1月　『義経熱血学園物語』　主演、演出、原作、脚本、音楽：GACKT
- 2016年　9月　『きら星のごとく～おんな北斎　藍色草紙～』
- 2017年　5月　大井町きゅりあん大ホール　バレエとのコラボレーション『encounter～出会い～』
- 2017年　12月　全労済ホール『牙狼〈GARO〉神ノ牙 覚醒』

### 雑誌
- 2016年 11月　刀剣乱舞-ONLINE-公式イメージポーズ写真集　監修
- 2017年3月　声優　平川大輔『ひらづめ　2ひら目』
- 2017年3月　集英社『MYOJO 5月号』　コーナー：吉本実憂が憧れの殺陣に挑戦！
- 2017年7月　集英社『MYOJO 9月号』コーナー：Snow Manの宮舘涼太さん・渡辺翔太さん
- 2017年9月　集英社『duet 10月号』：ジャニーズWEST重岡大毅さん・濱田崇裕さん

### カレンダー
- 2016年10月　FUJITSU Russia　2017年カレンダー　振付

### イベント
- 2015年　12月 楽天株式会社　納会イベント
- 2016年　2月　殺陣教室サムライブ　教室公演『SAMURAI×LIVE　VOL.1』
- 2016年　7月　アミューズミュージアム『SAMURAI×LIVE～序～』
- 2016年　9月　ホテル椿山荘東京　披露宴パフォーマンス
- 2016年　9月　ELE TOKYO　『縁日WEDDING!!』
- 2016年　10月 自由が丘　女神祭り
- 2017年　1月　SAPジャパン株式会社　新年イベント　結果：日本チーム優勝
- 2017年　3月　UBI CUP『フォーオナー　プロ格闘ゲーマーNo.1決定戦』オープニングパフォーマンス

### 殺陣指導・振付補佐
- 2015年11月 水木英昭プロデュース『蘇州夜曲』（演出：水木英昭、紀伊国屋サザンシアター）